# Jean Gréaume
Pour les articles homonymes, voir Gréaume.
Jean Gréaume est une figure marquante au XXe siècle de la commune de Mesquer, dans le département français de la Loire-Atlantique. Il est le principal artisan, dès l'après-guerre, de l'avènement de la station balnéaire Quimiac, un quartier de Mesquer.

## Biographie
En 1938 et dans l'immédiat après-guerre, Jean Gréaume est la figure centrale du quartier Quimiac à Mesquer. Il est le principal artisan de l'urbanisation de ce quartier balnéaire par la création d'un boulevard de mer, d'un marché et du développement du plan voyer. Il crée un lotissement suivant l’exemple baulois, qui aboutit dans les années 1960 à l’avènement de « l’Orée du Bois ».
Associé à l'abbé Mercier, il soutient la construction de la chapelle Saint-Louis de Quimiac, œuvre en 1955 de l'architecte Pierre Doucet.
Vers 1935, Adrien Grave lui construit à Mesquer la maison La Chatière de style néo-basque.
Le même architecte conçoit pour lui, vers 1946,  La Musardière, toujours de style néo-basque.